# North Kingsville
North Kingsville – wieś w Stanach Zjednoczonych, w stanie Ohio, w hrabstwie Ashtabula.